# Dr. Dolittle 2
 Dr. Dolittle 2 és una pel·lícula estatunidenca dirigida per Steve Carr, estrenada el 2001 i inspirada en el personatge creat per l'escriptor britànic Hugh Lofting. Ha estat doblada al català
És continuació de Dr. Dolittle (1998) i precedeix Dr.Dolittle 3 (2006).

## Argument
John Dolittle és sobrepassat, ja que s'ocupa dels humans tant com dels animals. Mentre que es prepara per agafar vacances, els animals tenen encara necessitat d'ell per salvar el bosc de la demolició. John intentarà llavors introduir a la vida salvatge un os que sempre ha viscut en captivitat, cosa que no serà fàcil.

## Repartiment
- Eddie Murphy: Dr. John Dolittle
- Kristen Wilson: Lisa Dolittle
- Raven-Symoné: Charisse Dolittle
- Kyla Pratt: Maya Dolittle
- Lil' Zane: Eric
- Denise Dowse: Secretària
- James Avery: Eldon
- Elayn Taylor: Dona d'Eldon
- Andy Richter: Eugene Wilson
- Kevin Pollak: Riley / Veu del caiman
- Steve Zahn: Archie (veu)
- Lisa Kudrow: Ava (veu)
- Jacob Vargas: Pepito (veu)
- Michael Rapaport: Joey (veu)
- Norm MacDonald: Lucky (veu)
- Arnold Schwarzenegger: (veu)